# Thierry Froger (écrivain)
Pour les articles homonymes, voir Thierry Froger (homonymie) et Froger.
Œuvres principales
Sauve qui peut (la révolution) (2016) ; Les Nuits d'Ava (2018) ; Et pourtant ils existent (2021)
Thierry Froger, né le 2 juillet 1973 à Angers, est un écrivain, poète et plasticien français. Ses productions questionnent les transports de l'image, ses fragilités et ses fantômes (réels ou imaginaires, cinématographiques ou historiques). Il vit et travaille près de Clisson (Loire-Atlantique).

## Biographie
Thierry Froger passe son enfance et sa jeunesse entre La Pommeraye et Chalonnes-sur-Loire, où « la géographie fluviale va peu à peu déposer assez de limons dans l'esprit du garçon pour constituer un riche terreau d'où naîtront les œuvres à venir ».
Formé à l'École régionale des beaux-arts de Nantes, il obtient son DNSEP en 1996, puis est pensionnaire du post-diplôme international de l'ERBAN en 1998-99. Parallèlement à son œuvre de plasticien, Thierry Froger compose plusieurs ensembles poétiques, finalement rassemblés dans un recueil édité par Flammarion en 2013 ; le prélude à la publication chez Actes Sud de son premier roman, en 2016.
Agrégé d'arts plastiques, Thierry Froger enseigne en lycée pendant une vingtaine d'années. Depuis septembre 2020, il est professeur d'enseignement artistique « spécialité écriture » à l'École supérieure des beaux-arts Nantes Saint-Nazaire.
En 2022, il est lauréat du programme Mondes nouveaux du ministère de la Culture.

## Aperçu de l'œuvre
L'œuvre littéraire de Thierry Froger est « dans la continuité de son projet d'artiste, de plasticien travaillant naguère à coups d'installations cinématographiques et photographiques sur le "temps exposé" ».
Les récits qu'il met en œuvre, parce qu'ils sont constitués de plusieurs fils narratifs souvent entrelacés, autorisent en effet toutes « coïncidences et parallélismes » temporels. Ainsi, « à force de contrepoint, d'échos, d'errances entre les époques, les personnages et les lieux, se dégage de ses ouvrages une sensation du temps passé, du temps répété, conjugué à l'aune de la mémoire, du désir, de l'Histoire ou du rêve, sans véritable frontière entre fiction et réalité ».
Ce principe d'« égalité et fraternité entre le réel et la fiction » prôné par Jean-Luc Godard, permet à Thierry Froger d'inventer ce qui s'est passé ou non. Mais au-delà de cet artifice, les figures qu'il met en scène sont généralement le prétexte à une réflexion sur les révolutions et leur devenir ; la portée de l'engagement individuel et les idéaux perdus.

## Publications

### Ouvrages
- Retards légendaires de la photographie, poésie, Flammarion, Collection Poésie/Flammarion, 2013, 184 pages –  (ISBN 978-2-0812-8927-7)
- Sauve qui peut (la révolution), roman, Actes Sud, 2016, 448 pages –  (ISBN 978-2-330-06650-5)
- Les Nuits d'Ava, roman, Actes Sud, 2018, 304 pages –  (ISBN 978-2-330-10863-2) / Actes Sud, Babel, 2021, 304 pages –  (ISBN 978-2-330-15360-1)
- Et pourtant ils existent, roman, Actes Sud, 2021, 336 pages –  (ISBN 978-2-330-15435-6)
- Deux romans et autres essais, poésie, Flammarion, Collection Poésie/Flammarion, 2022, 238 pages –  (ISBN 978-2-080-27320-8)
- Rose à la mer, roman, Actes Sud, 2025, 240 pages –  (ISBN 978-2-330-20438-9)

### Contributions à des revues
- « Foire aux abats », in N47 (revue de poésie), n° 25, janvier 2014
- « Images Légendes », in Gare Maritime 2014 (anthologie écrite et sonore de poésie contemporaine), 2014
- « Les Anges », in Harfang (revue de littératures), n° 52, mai 2018
- « Le cinéma de Barbe Bleue », in 303 (arts, recherches, créations), n° 164, janvier 2021
- « La Révolution, de l'obturateur au révélateur », in Les Cahiers de l'Institut d'histoire de la Révolution française, n° 20 (La Révolution en 3D - Textes, images, sons - 1787-2440), 2021 https://journals.openedition.org/lrf/4794
- « L'écran (mal) déchiré », in 303 (arts, recherches, créations), hors-série n° 170, avril 2022

## Prix littéraires
- Prix Henri-Mondor de l'Académie Française – 2014 pour Retards légendaires de la photographie Académie française
- Prix Envoyé par La Poste – 2016 pour Sauve qui peut (la révolution) Envoyé par la Poste
- Prix Castel du Roman de la Nuit – 2019 pour Les Nuits d'Ava Prix Castel
- Prix de l'Académie littéraire de Bretagne et des Pays de la Loire – 2022 pour Et pourtant ils existent Académie littéraire de Bretagne et des Pays de la Loire

## Expositions (sélection)
- 1997 : Les projections de Grégory Zita, Atelier Lebras, Nantes (44)
- 1999 : Les suaires, Galerie Plessis, Nantes (44) ; Les mauvaises figures, Oxymore, Nantes (44)
- 2000 : Partout où il n'y aura rien, Espace Diderot, Rezé (44)
- 2002 : (mue), La Chambre blanche, Québec (Canada)
- 2003 : Nous cherchons, École d'arts plastiques, Châtellerault (86) ; Nos antéfixes, Musée Sully, Châtellerault (86)
- 2005 : Laisse toucher (avec M. Xhaard), Centre d'art contemporain, Pontmain (53)
- 2008 : L'hiver des méduses, musée de l'Abbaye Sainte-Croix, Les Sables d'Olonne (85) – catalogue d'exposition : L'hiver des méduses, Cahiers du musée de l'Abbaye Sainte-Croix, Les Sables d'Olonne, n° 111, 2008, 48 pages  (ISBN 2-913981-34-8)
- 2009 : Contre Face, Heidigalerie, Nantes (44)
- 2011 : Scénario(s), Centre d'art, Montrelais (49) ; Images transversales, divers lieux (centre d'art contemporain, théâtre, cinéma), Istres (13)
- 2012 : D'un château l'autre (avec Yanis Le Cunff), Château d'Ardelay, Les Herbiers (85)